# Борден (остров)
Борден (англ. Borden Island) — остров Канадского Арктического архипелага. В настоящее время остров необитаем (2012).

## География

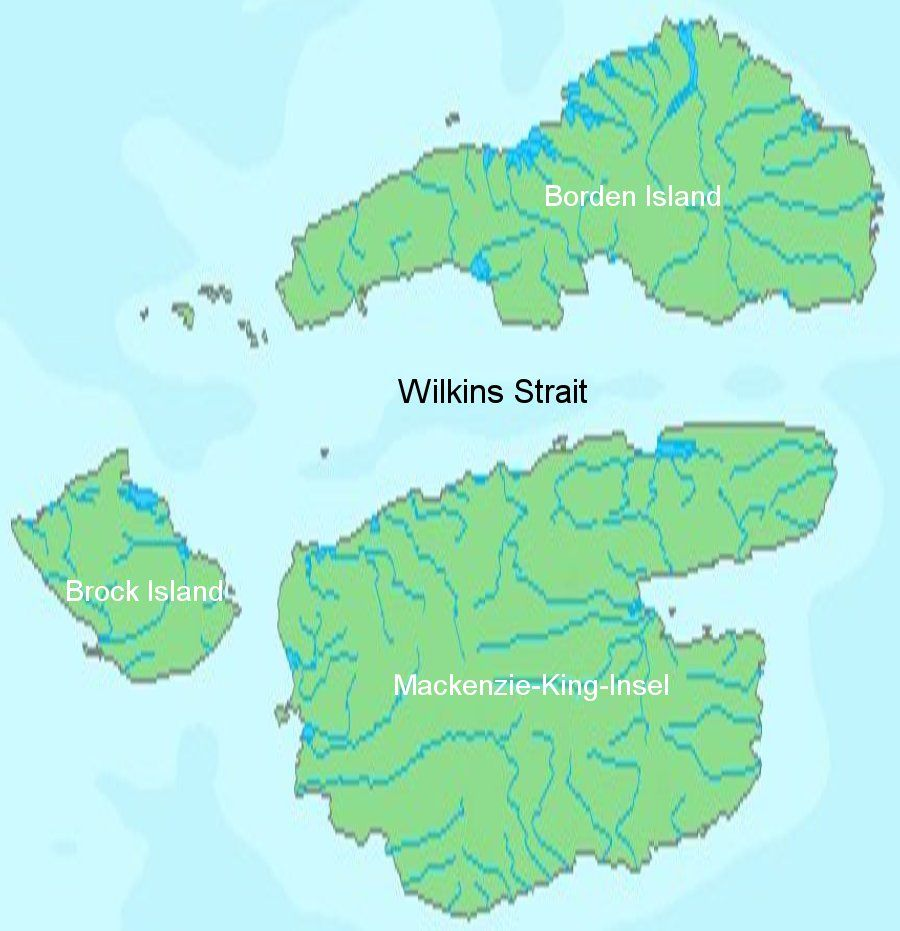
Остров Борден в верхней части карты, остров Маккензи-Кинг — в нижней

Остров Борден — самый северный в группе из трёх островов, известной как Прайм-Министер-Груп (Prime Minister Group) и расположенной на самом западе Островов Королевы Елизаветы. В 18 км к югу, через пролив Уилкинс, лежит остров Маккензи-Кинг, самый крупный в этой группе, а самый маленький — остров Брок — расположен в 34 км к юго-западу. Более крупным соседом является остров Эллеф-Рингнес, лежащий в 100 км к востоку. Северо-западное побережье острова омывается Северным Ледовитым океаном.
Площадь острова составляет 2 794 км², он занимает 172-е место по площади в мире и 30-е в Канаде. Остров административно поделен между Северо-Западными территориями (большая часть) и Нунавутом, граница проходит по 110-му западному меридиану. Длина береговой линии 418 км. Длина острова равна 92 км (с востока на запад), максимальная ширина — 55 км (с севера на юг). Рельеф острова различен в северной и южной половине: равнинная местность с высотами от 10 до 50 метров на севере и более холмистая местность на юго-востоке (но и там высоты не превышают 150 метров).
Остров Борден отличается от других арктических островов тем, что на нём совсем нет озёр, однако низкие берега острова изрезаны многочисленными мелкими реками и речушками. У берегов острова разбросаны многочисленные мелкие острова, 25 островов (Jenness Island cluster) расположены у западной оконечности острова, а множество мелких островков и скал протянулось вдоль северного побережья.

## История
Впервые исследован в 1916 году Вильялмуром Стефансоном в рамках Канадской Арктической экспедиции. Первоначально предполагали, что остров составляет одно целое с островом Маккензи-Кинг, лишь аэрофотосъёмка 1947 года показала, что острова разделены проливом.
Остров назван в честь Роберта Бордена, премьер-министра Канады с 1911 по 1920 год.